# 7. armáda (Wehrmacht)
7. armáda (německy: 7. Armee Oberkommando) byla německá polní armáda za druhé světové války.

## Počátky
7. armáda byla aktivována dne 25. srpna roku 1939 a jejím prvním velitelem se stal generál Friedrich Dollmann. Během bitvy o Francii byla armáda umístěna proti Maginotově linii a podléhala Skupině armád C. Během bitvy o Normandii byla armáda součástí Skupiny armád B. To jí velel SS-Oberstgruppenführer Paul Hausser.

## Normandie
7. armáda se za celou válku nejvíce podílela na bojích v Normandii a to vše s pomocí 5. pancéřové armády. 15. armáda byla umístěna ve Pas de Calais kvůli spojenecké invazi. 7. armáda byla téměř zničena, když se snažila zastavit spojenecké jednotky ve Falaisské kapse. Během Operace Market-Garden byla 7. armáda v Ardenách na Belgicko-Lucemburské hranici připravena k Hitlerově ofenzívě na Západní frontě.

## Velitelé
- Generaloberst Friedrich Dollmann (25. srpen, 1939 – 28. červen, 1944)
- SS-Oberstgruppenführer Paul Hausser (29. červen, 1944 – 20. srpen, 1944)
- General der Panzertruppe Heinrich Eberbach (21. srpen, 1944 – 2. září, 1944)
- General der Panzertruppe Erich Brandenberger (3. září, 1944 – 21. únor, 1945)
- General der Infanterie Hans Felber (22. únor, 1945 – 25. březen, 1945)
- General der Infanterie Hans von Obstfelder (26. březen, 1945 – 4. květen, 1945)

Náčelníci štábu
- Generalleutnant Walther Fischer von Weikersthal (25. srpen, 1939 – 25. listopad, 1940)
- Generalmajor Werner Richter (25. listopad, 1940 – 9. červenec, 1942)
- Generalmajor Friedrich Sixt (9. červenec, 1942 – 7. březen, 1943)
- Generalmajor Henning von Thadden (7. březen, 1943 – 1. červen, 1943)
- Generalmajor Max Pemsel (1. červen, 1943 – duben, 1944)
- Oberst Horst Kraehe (duben, 1944 – květen, 1944)
- Generalmajor Max Pemsel 	(květen, 1944 – 28. červenec, 1944)
- Generalmajor Rudolf-Christoph von Gersdorff (28. červenec, 1944 – 8. květen, 1945)

Náčelníci operací
- Oberst Anton Dostler (24. srpen, 1939 – 25. říjen, 1940)
- Oberstleutnant Emil Schniewind (25. říjen, 1940 – 20. červen, 1940)
- Oberst Siegfried Rasp (20. červen, 1940 – 24. duben, 1942)
- Oberst Otto-Hermann Brücker (24. duben, 1942 – 12. prosinec, 1942)
- Oberst Erich Helmdach 	(12. prosinec, 1942 – 1. září, 1944)
- Oberstleutnant Werner Voigt-Ruscheweyh 	(1. září, 1944 – 21. únor, 1945)
- Major Hans-Joachim Hierche 	(21. únor, 1945 – 25. únor, 1945)
- Oberstleutnant Karl Redmer 	(25. únor, 1945 – 19. duben, 1945)
- Oberstleutnant Max Frenzel 	(20. duben, 1945 – 8. květen, 1945)

## Oblasti operací
- západní fronta 	(srpen, 1939 – květen, 1945)